# دگووو
دگووو (به لهستانی:  Dygowo) یک روستا در لهستان است که در گمینا دگووو واقع شده‌است. دگووو ۱٬۵۴۹ نفر جمعیت دارد.